# Juan de Zúñiga y Requeséns
Juan de Requensens y Zúñiga, noto anche come Giovanni di Zunica o Giovanni Zunica (Valladolid, 1539 – Madrid, 17 novembre 1586), è stato un diplomatico e politico spagnolo.

## Biografia
Fratello minore di Luis de Requesens y Zuñiga, nacque a Valladolid nel 1539 da don Juan de Zúñiga y Avellaneda, del Casato spagnolo dei Zuniga, conti di Castiglia e discendenti dei re di Navarra, e da Stefania de Requeséns y Liori. Suo padre, che era il secondogenito del Conte di Miranda, ebbe molti incarichi da parte della monarchia spagnola e nel 1535 fu nominato precettore del principe don Filippo, il futuro re Filippo II di Spagna cosicché i giovani Luis e Juan ricevettero la stessa educazione del futuro sovrano con il quale condivisero la vita sin dall'infanzia. Una volta divenuto re, Filippo ebbe modo di mostrare tutta la stima che nutriva per i due fratelli nominando Luis ambasciatore presso la Santa Sede, governatore del Ducato di Milano e Governatore dei Paesi Bassi Meridionali, corrispondenti con l'attuale Regno del Belgio.
Giovanni fu inviato dal re di Spagna Filippo II in Italia dove svolse l'incarico di ambasciatore presso la Santa Sede, succedendo nella carica al fratello maggiore Luis, dal gennaio 1568 al novembre del 1579 durante il papato di Pio V e di Gregorio XIII, periodo nel quale si svolsero molti eventi importanti per la storia d'Europa, dalla Battaglia di Lepanto alla successione al trono del Portogallo da parte di Filippo II.
Sposò nel 1572 Dorotea Barresi, principessa di Pietraperzia, cosicché divenne iure uxoris Principe di Pietraperzia. Dal matrimonio non nacquero eredi.
Giovanni Zuñiga venne nominato Viceré di Napoli da Filippo II, governando dall'11 novembre 1579 all'11 novembre 1582 insieme alla moglie, che assunse il titolo di Viceregina. In virtù della grande conoscenza della vita politica e culturale italiana acquisita durante il periodo vissuto a Roma nonché attraverso i rapporti con la nobiltà incrementati col matrimonio, resse le sorti dello Stato napoletano con grande abilità e maestria.
Ritornato in Spagna nel 1583, fu accolto calorosamente alla Corte di Madrid venendo nominato Presidente del Consiglio di Stato, carica che mantenne sino alla morte. Fu uno dei principali consiglieri del Re sugli affari di Stato e di guerra. Nel 1585 Filippo II lo nominò precettore del proprio figlio, il futuro re Filippo III, nominando contestualmente sua moglie, la principessa Dorotea Barresi, nel ruolo di "aia", ossia educatrice, del futuro sovrano.
Morì il 17 novembre 1586 nel Palazzo Reale di Madrid, venendo ricordato come uomo di grande valore, prudenza ed integrità.